# Ernie Fischer

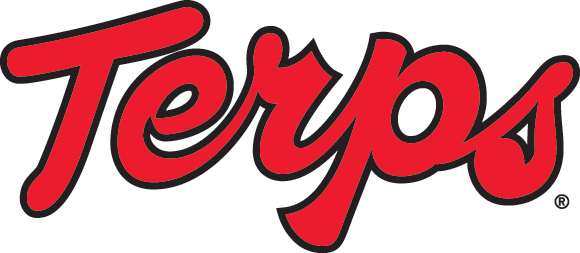
Zawodnik Maryland Terrapins

William Ernest Thomas Ernie”Fischer (ur. 12 lipca 1930 w Baltimore, zm. 16 kwietnia 2019) – amerykański zapaśnik walczący w stylu wolnym. Olimpijczyk z Melbourne 1956, gdzie zajął dziewiąte miejsce w kategorii do 73 kg.
Zawodnik Southern High School w Baltimore i University of Maryland. All-American w NCAA Division I w 1954 roku, gdzie zajął drugie miejsce. Podczas występu na igrzyskach służył w US Air Force.

## Letnie Igrzyska Olimpijskie 1956
| Konkurencja      | Rundy eliminacyjne   | Rundy eliminacyjne   | Rundy eliminacyjne     | Klas. końcowa |
| Konkurencja      | Przeciwnik I         | Przeciwnik II        | Przeciwnik III         | Miejsce       |
| ---------------- | -------------------- | -------------------- | ---------------------- | ------------- |
| 73 kg styl wolny | Mitsuo Ikeda (JPN) P | Nabi Sorouri (IRI) Z | İbrahim Zengin (TUR) P | 9.            |